# Eduard Weinfurter
Eduard Weinfurter také Eduard Josef Weinfurter (9. listopadu 1870 Roudnice nad Labem, 2. března 1950 Praha) byl český nakladatel, knihkupec, galerista, esperantista a organizátor profesních spolků.

## Život
Narodil se v rodině hostinského v Roudnici nad Labem Václava Weinfurtera a jeho manželky Johanny, rozené Smejkalové.
V letech 1881–1885 vystudoval nižší gymnázium v Roudnici nad Labem, po něm následoval do učení ke knihkupci a nakladateli Aloisu Marešovi. Dále prošel knihkupectvími v Jičíně a v Praze, postupně u Františka A. Urbánka, Josefa Richarda Vilímka a Františka Řivnáče. V roce 1899 získal nakladatelskou a knihkupeckou koncesi po nakladateli Ignáci Leopoldovi Koberovi. Sídlil ve Vodičkově ulici, kde si kromě knihkupectví a antikvariátu otevřel také galerii (obrazárnu), v níž prodával originály i reprodukce obrazů. Od roku 1910 se obchodu účastnila také jeho manželka Marie, rozená Kittlová (1874–1949), později také jeho mladší bratr, účetní firmy Otakar Weinfurter (* 1873). Roku 1938 přesídlil na Vinohrady. Podílel se na organizaci výboru Spolku českoslovanských knihkupeckých účetních, Jednoty českých knihkupců a Grémia knihkupců a nakladatelů v Praze.

## Ediční činnost
- Vydal přes 400 knih, existují jen dílčí seznamy, úplný katalog nebyl vydán. Mezi tituly převažuje původní česká beletrie, knížky pro děti a mládež (leporela, pohádky, bajky, školní učebnice), zpěvníky a hudebniny, odborná technická, obchodní a národohospodářská literatura. K jeho kmenovým autorům patřil například Emanuel Lešehrad
- Vydával časopisy: populárně-vědecký Epocha (1895–1914), profesní časopis Český drogista (do 1936).
- K ilustrátorům jeho knížek patřili Jan Dědina, Rudolf Mates, Artuš Scheiner nebo Otakar Štáfl, v posledních letech také Zdeněk Burian.